# Staleochlora pulchella
Staleochlora pulchella is een rechtvleugelig insect uit de familie Romaleidae. De wetenschappelijke naam van deze soort is voor het eerst geldig gepubliceerd in 1909 door Rehn.